# 에어 베를린
에어 베를린(독일어: Air Berlin, 프랑크푸르트: AB1)은 독일 베를린에 기반을 두어 독일에서 두 번째이자 유럽에서 여섯 번째로 컸던 항공사였다. 유럽, 아시아, 중동, 아프리카, 미주 지역 여러 도시를 운항하였으나 재정난으로 2017년 10월 28일 도산하였다.

## 역사
1978년 당시 독일은 동독과 서독으로 나눠저 있어 루프트한자와 같은 서독 항공사가 서베를린으로 운항할 수 없었다. 당시 서베를린에 취항하기 위해 미국 오리건주에서 에어 베를린 USA를 설립했다. 1990년 10월 3일 독일의 통일 이후 1991년에 (독일어: Air Berlin GmbH & Co. Luftverkehrs KG)를 설립하고 독일로 본사를 이전했다. 1997년 IATA에 가맹했고, 2004년 오스트리아의 저비용 항공사인 니키 항공의 일부 지분을 인수해 "low fares alliance"로 제휴 관계를 맺고 있으며 같은 해 1,200만 명의 승객을 수송하였다. 2006년 뮌헨의 저비용 항공사 DBA 항공을 설립해 다른 브랜드로 취항을 계속했으나 이듬해 해결했다. 2007년에는 뒤셀도르프 국제공항을 허브 공항으로 하는 LTU 국제항공을 인수하면서 현재 유럽에서 3번째 규모의 항공사 그룹을 형성하고 있다. 2012년 3월 20일 항공 동맹인 원월드에 가입했다. 2016년 9월부터 단거리와 중거리 노선에서 모든 기내 서비스가 유료로 전환되고 장거리 노선에는 기존과 같은 풀서비스가 제공된다. 2017년 8월 15일 지속된 경영 악화로 파산 신청을 했다. 최대 주주인 아랍에미리트(UAE) 국영 항공사 에티하드는 적자가 누적된 에어 베를린에 대한 재정적인 지원을 중단하기로 결정했다. 루프트 한자에서 항공기 80대를 2조원에 인수하고 직원 3000명을 자회사에 고용하기로 하였다. 이지젯은 항공기 20~30대 계약중이다. 결국 2017년 10월 28일 에어 베를린은 파산하였다.

## 운항 노선
- 2017년 10월 기준으로 에어 베를린은 다음과 같은 노선을 운항하고 있다.

### 코드쉐어 협정
- 에어 베를린은 다음과 같은 항공사와 코드쉐어를 하고 있으며 * 표시는 원월드 회원에 해당된다.

| - S7 항공 * - 니키 항공 * - 대한항공 (스카이팀) - 로얄 요르단 항공 * - 방콕 항공 - 아메리칸 항공 * | - 알리탈리아 (스카이팀) - 에티하드 항공 - 영국항공 * - 이베리아 항공 * - 일본항공 * - 체코항공 (스카이팀) | - 페가수스 항공 - 하이난 항공 |

## 보유 기종
- 2017년 10월 에어 베를린은 다음과 같은 기종을 보유하고 있으며 평균 기령은 5.9년이다.[4]
- 2017년 10월 28일 파산으로 리스업체에서 항공기를 강제반납을 하고있다.

## 같이 보기
- 독일의 대중교통

## 사진

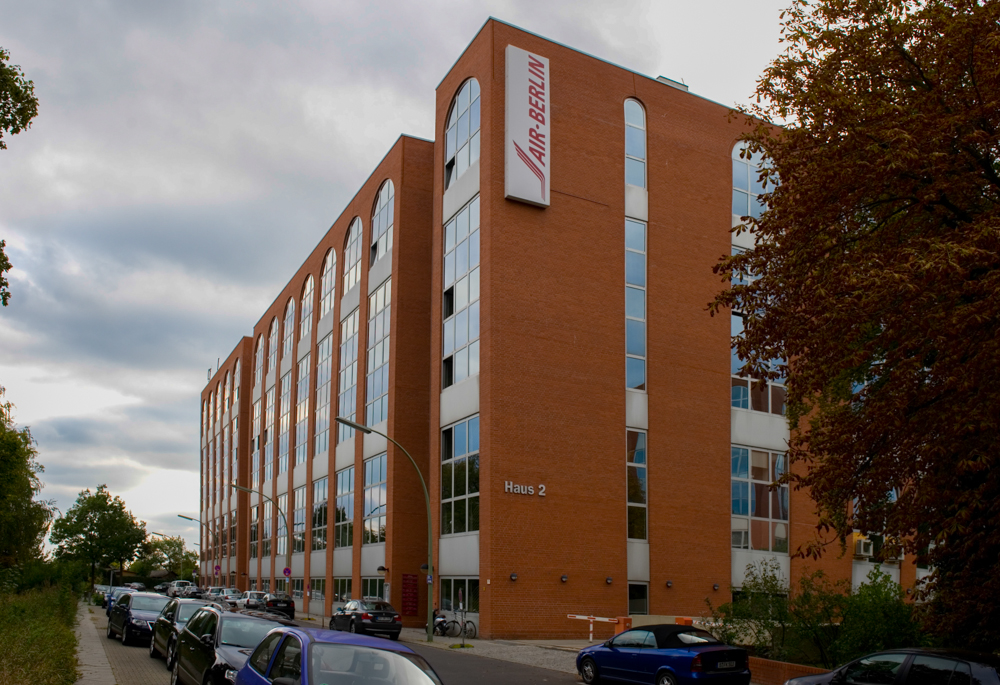
에어 베를린 본사
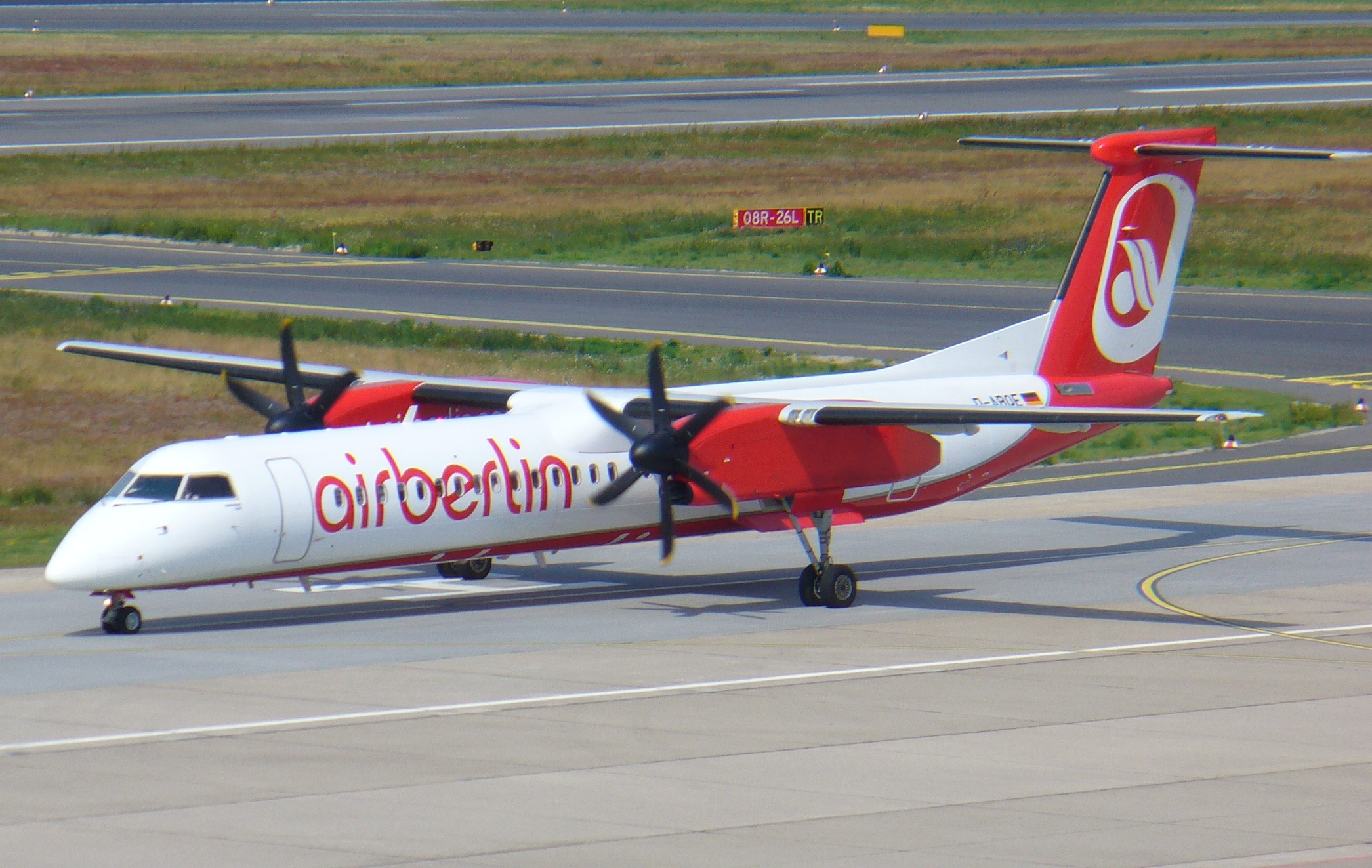
에어 베를린의 봄바디어 대쉬 8 Q400 (퇴역)
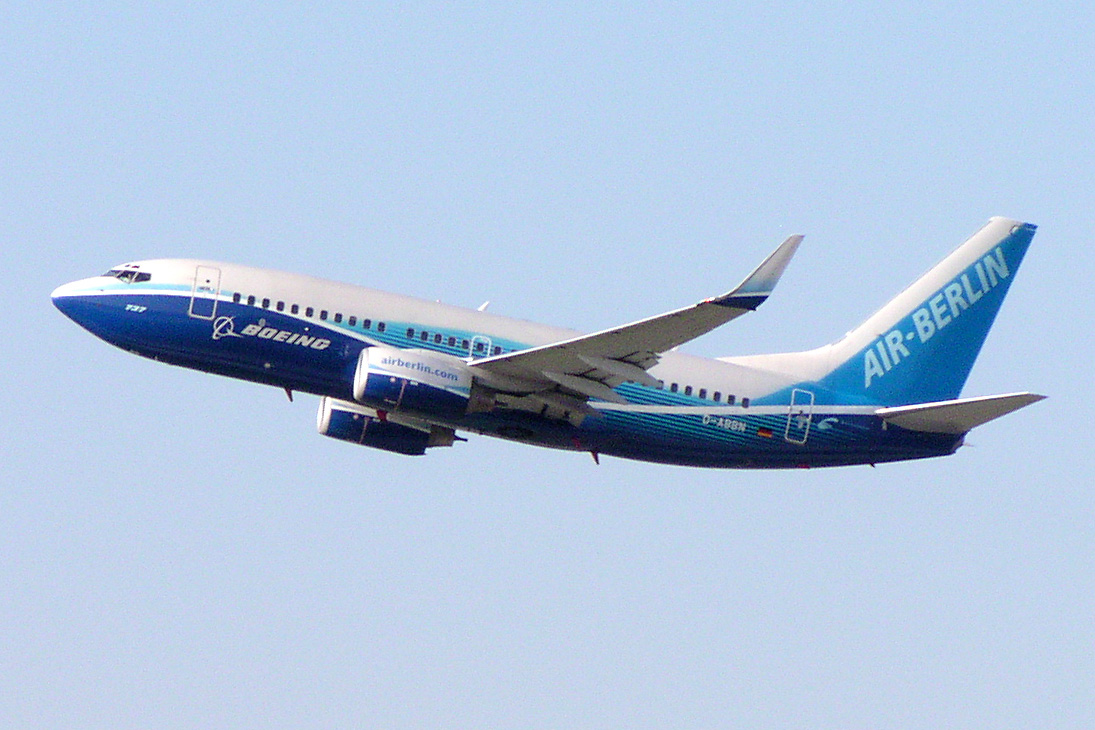
보잉 도장한 에어 베를린의 보잉 737-700 (퇴역)
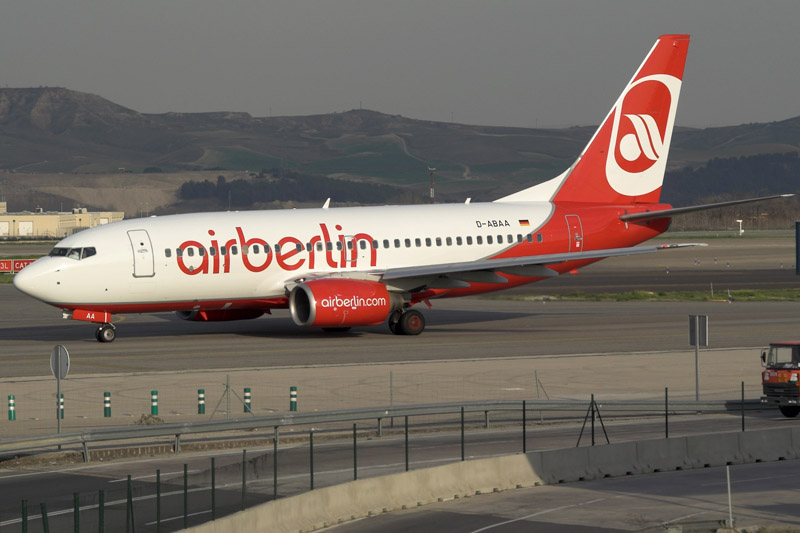
에어 베를린의 보잉 737-700 (퇴역)
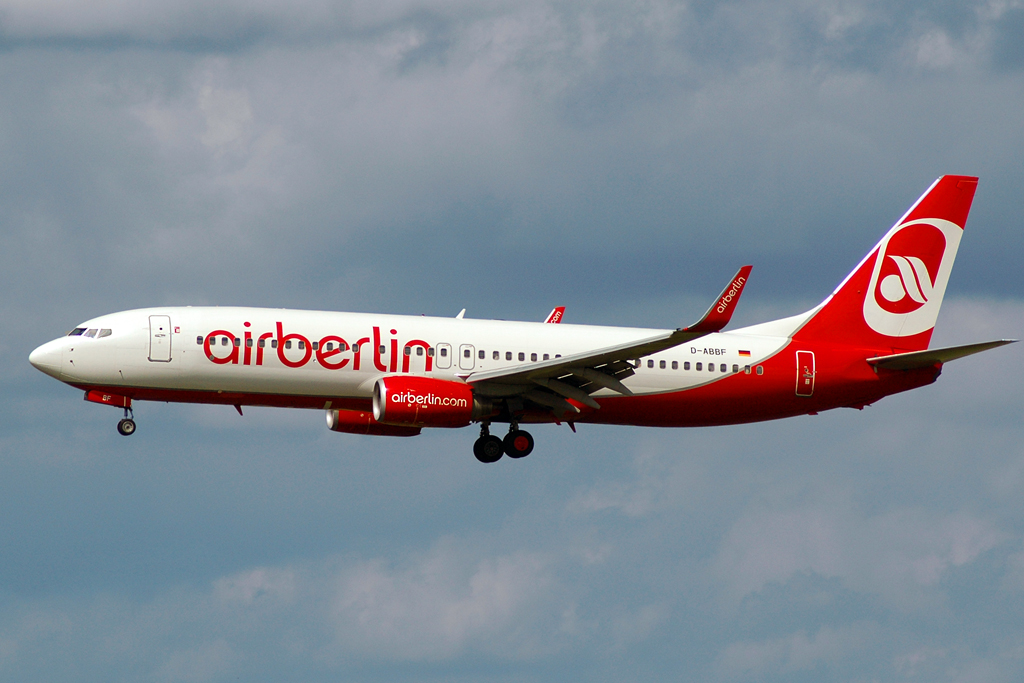
에어 베를린의 보잉 737-800 (퇴역)
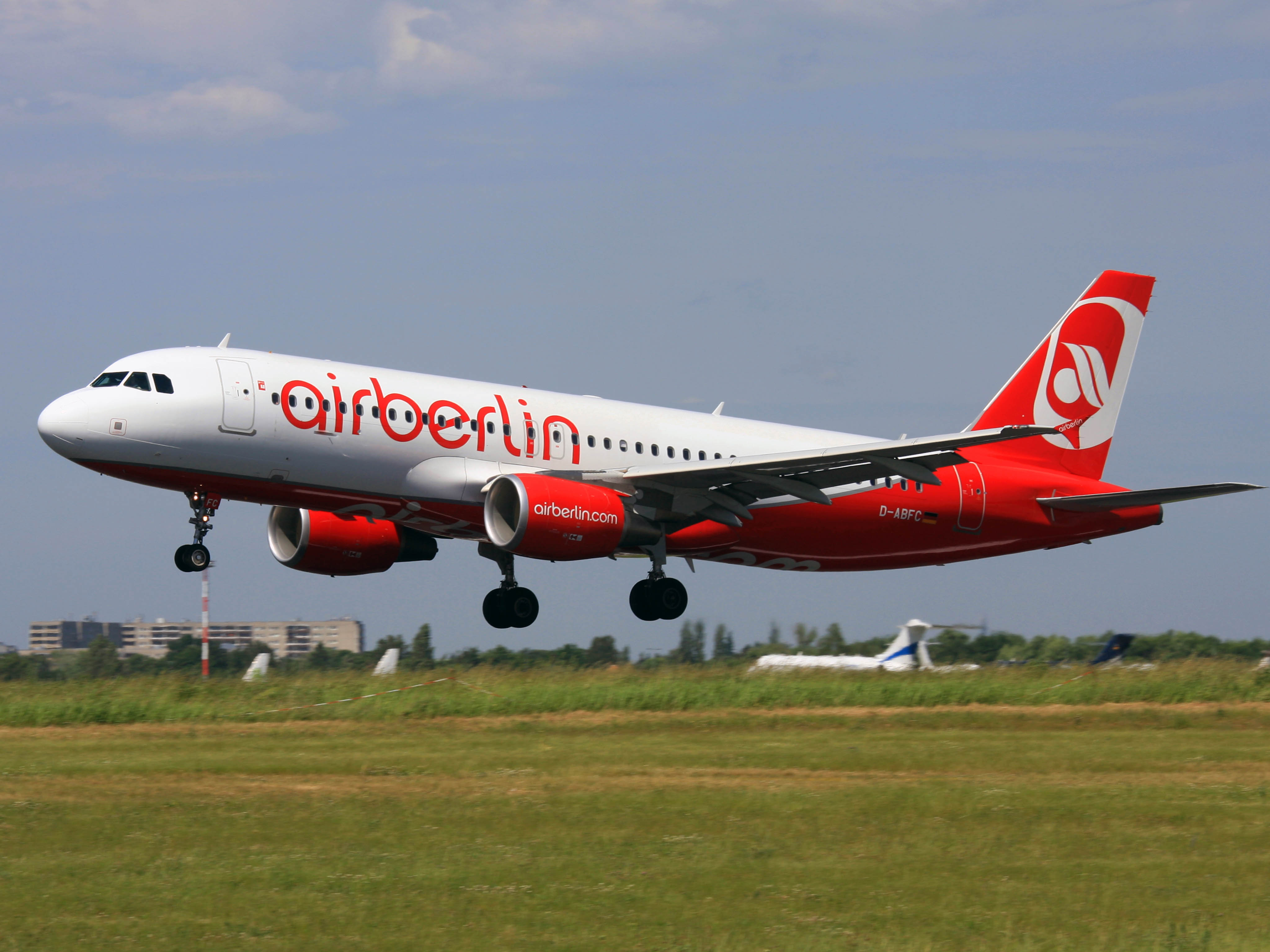
에어 베를린의 에어버스 A320-200 (퇴역)
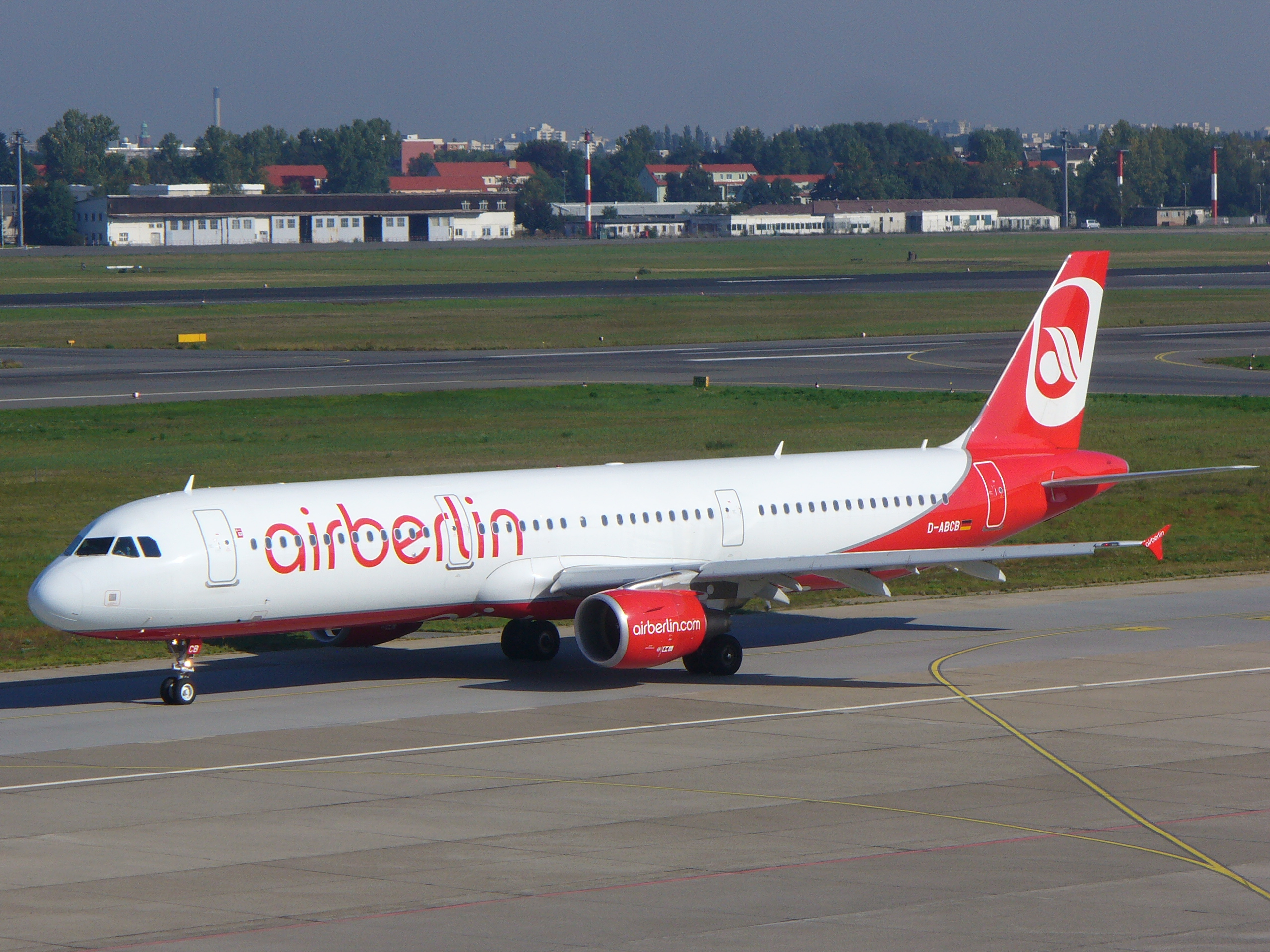
에어 베를린의 에어버스 A321-200 (퇴역)
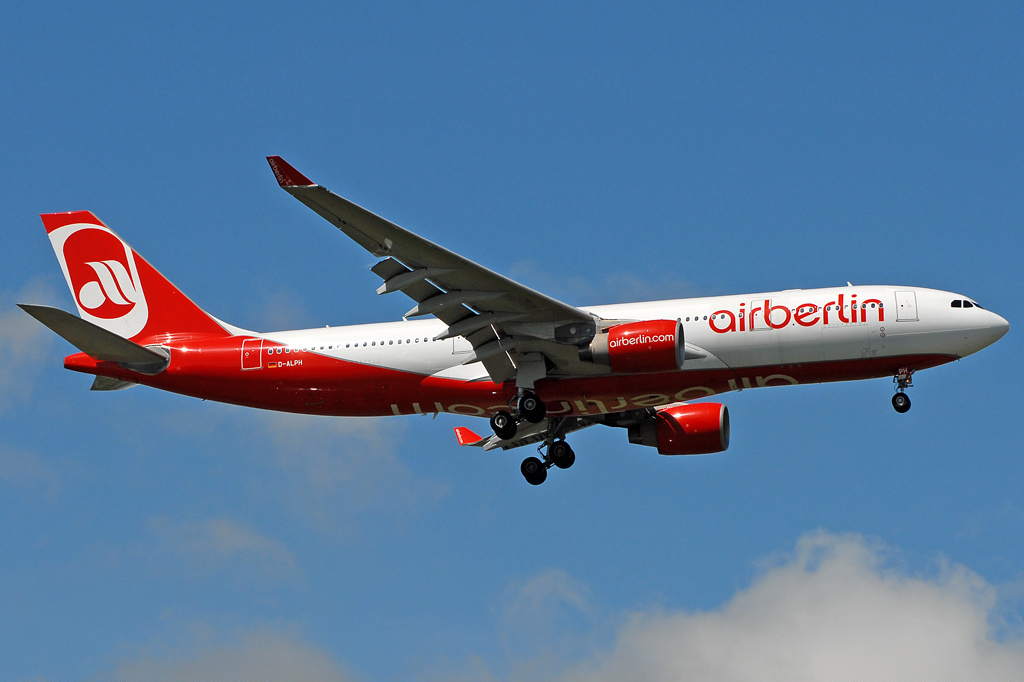
에어 베를린의 에어버스 A330-200 (퇴역)
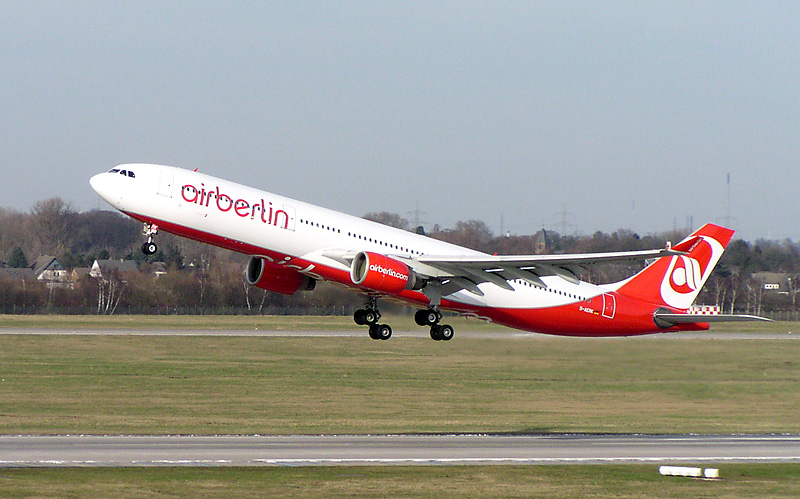
에어 베를린의 에어버스 A330-300 (퇴역)